# Chimarra digitata
Chimarra digitata är en nattsländeart som beskrevs av Martynov 1935. Chimarra digitata ingår i släktet Chimarra och familjen stengömmenattsländor. Inga underarter finns listade i Catalogue of Life.